# جايسون أومارا
جايسون أومارا (بالإنجليزية: Jason O'Mara)‏ (و. 1972  م) هو ممثل مسرحي، وممثل أفلام، وممثل تلفزي من الولايات المتحدة، وجمهورية أيرلندا.

## التعليم
تعلم في كلية الثالوث في دبلن.

## وصلات خارجية
- جايسون أومارا على موقع IMDb (الإنجليزية)
- جايسون أومارا على موقع ألو سيني (الفرنسية)
- جايسون أومارا على موقع أول موفي (الإنجليزية)
- جايسون أومارا على موقع بوكس أوفيس موجو (الإنجليزية)
- جايسون أومارا على موقع قاعدة بيانات الأفلام السويدية (السويدية)
- جايسون أومارا على موقع إن إن دي بي (الإنجليزية)
- جايسون أومارا على موقع قاعدة بيانات الفيلم (الإنجليزية)
- جايسون أومارا على موقع كينوبويسك (الروسية)